# Kanton Bolbec
Kanton Bolbec is een kanton van het Franse departement Seine-Maritime. Het kanton maakt deel uit van het arrondissement Le Havre. Het heeft een oppervlakte van 158,06 km² en telt 38 683 inwoners in 2017, dat is een dichtheid van 245 inwoners/km².

## Gemeenten
Het kanton Bolbec omvatte tot 2014 de volgende 16 gemeenten:
- Bernières
- Beuzeville-la-Grenier
- Beuzevillette
- Bolbec (hoofdplaats)
- Bolleville
- Gruchet-le-Valasse
- Lanquetot
- Lintot
- Mirville
- Nointot
- Parc-d'Anxtot
- Raffetot
- Rouville
- Saint-Eustache-la-Forêt
- Saint-Jean-de-la-Neuville
- Trouville

Door de herindeling van de kantons bij decreet van 27 februari 2014, met uitwerking op 22 maart 2015, maken volgende gemeenten sindsdien deel uit van dit kanton:
- Bernières
- Beuzeville-la-Grenier
- Beuzevillette
- Bolbec
- Gruchet-le-Valasse
- Lanquetot
- Lillebonne
- Mélamare
- Mirville
- Nointot
- Parc-d'Anxtot
- Raffetot
- Rouville
- Saint-Antoine-la-Forêt
- Saint-Eustache-la-Forêt
- Saint-Jean-de-Folleville
- Saint-Jean-de-la-Neuville
- Saint-Nicolas-de-la-Taille
- Tancarville
- La Trinité-du-Mont